# Gispersleben

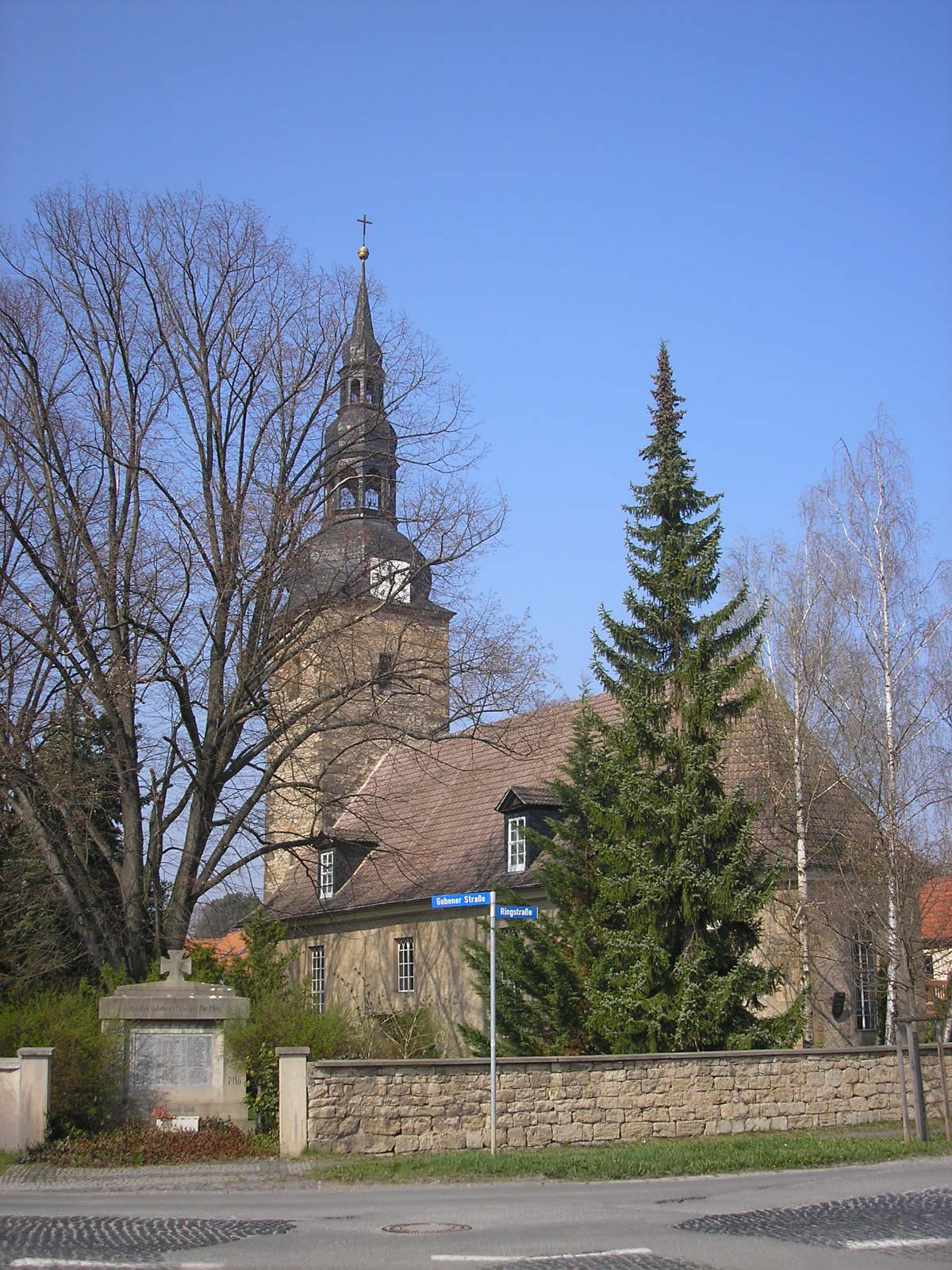
Vitikirche

Gispersleben Viti und Kiliani auf einer Karte von 1843

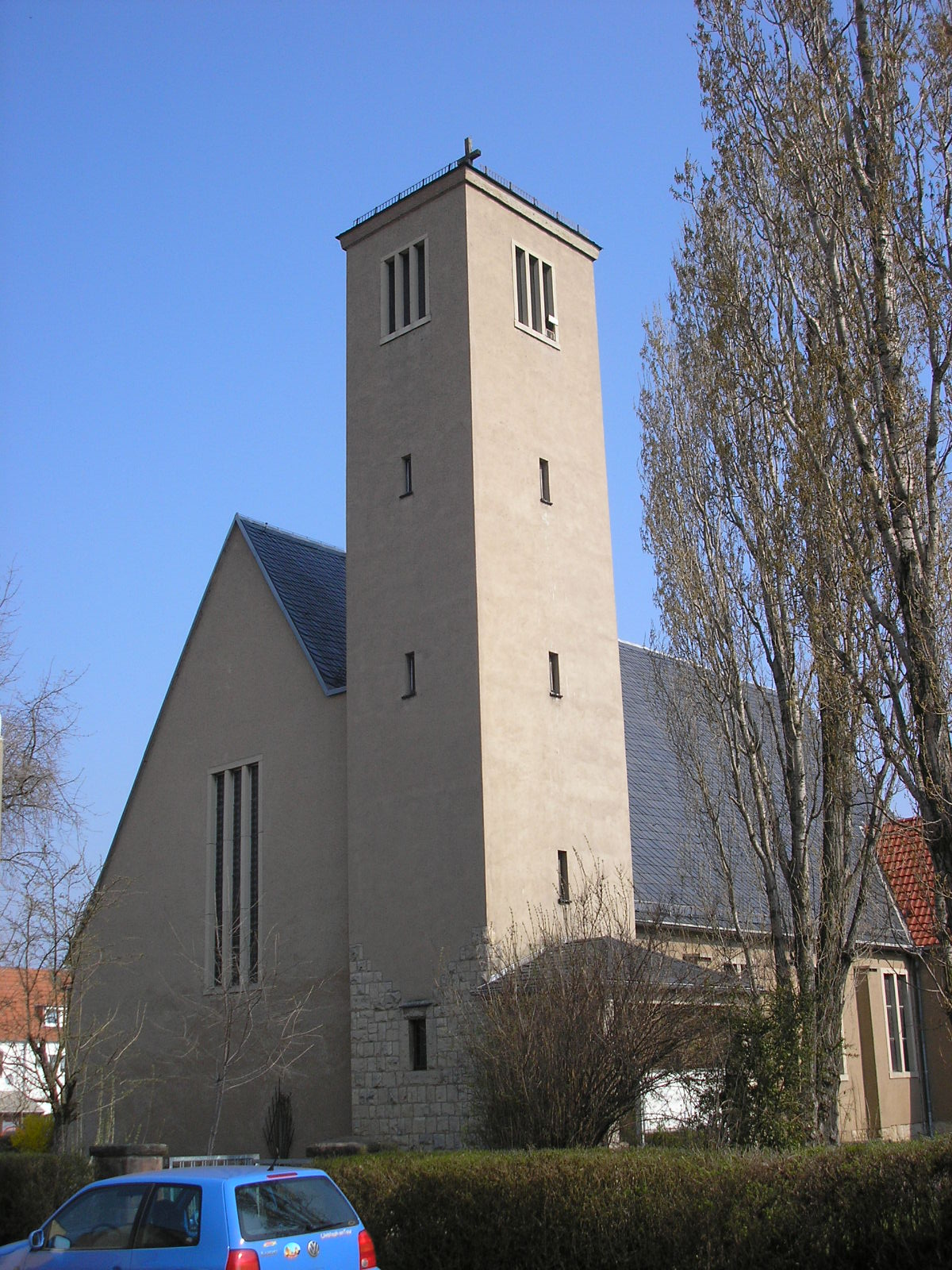
Antoniuskirche

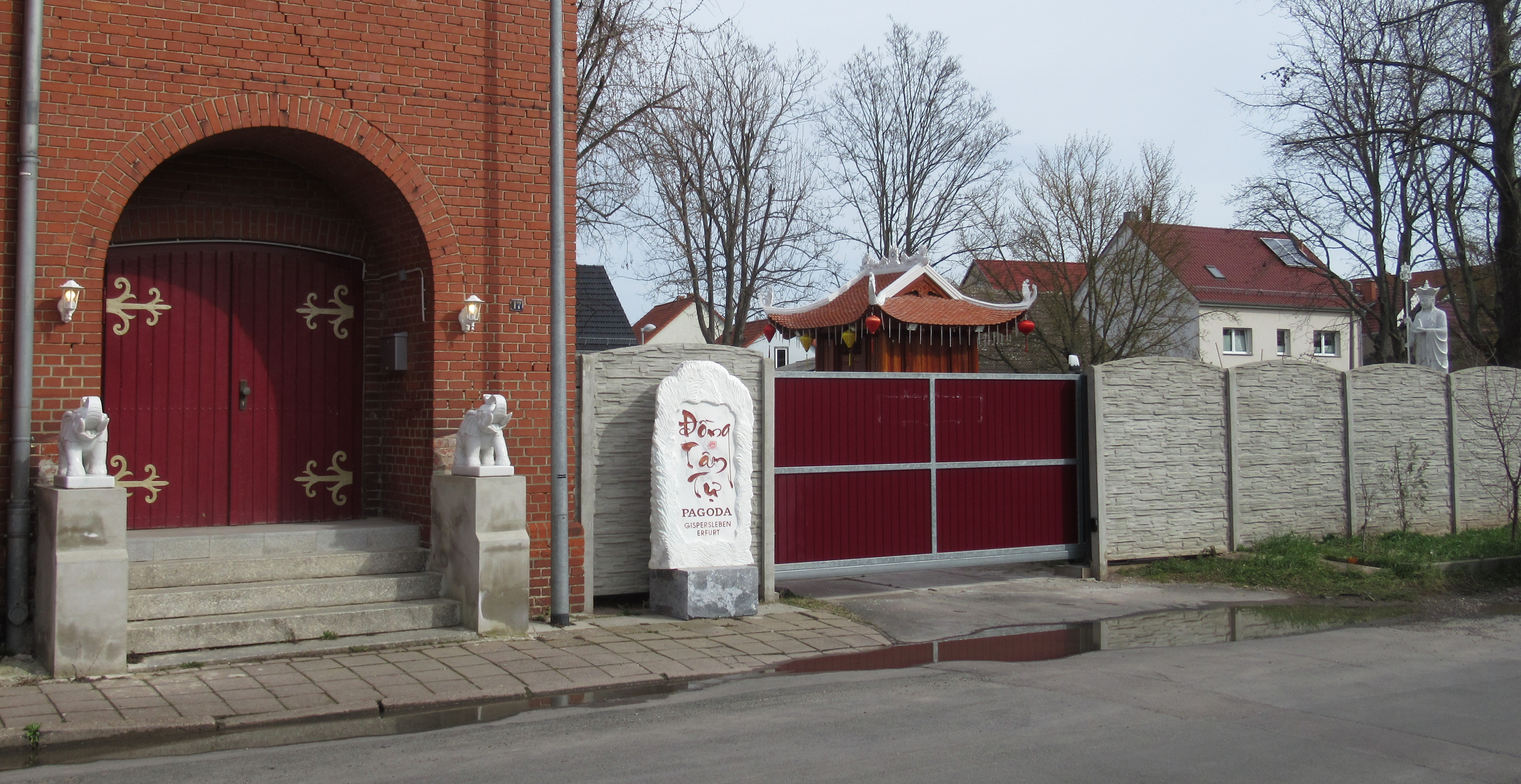
Pagode Gispersleben

Gispersleben ist ein Stadtteil von Erfurt, der Landeshauptstadt Thüringens.

## Lage
Gispersleben ist in die Dörfer Viti und Kiliani unterteilt, die durch den Fluss Gera getrennt werden und jeweils einen eigenen historischen Ortskern besitzen. Zudem liegt der Stadtteil am ehemaligen nördlichen Stadtrand von Erfurt im Tal der Gera. Westlich tangiert die Bundesstraße 4 den Stadtteil, östlich verläuft die Bahnstrecke Wolkramshausen–Erfurt und nördlich führt die Bundesautobahn 71 mit der Anschlussstelle Erfurt-Gispersleben vorüber. Die mit Gebäuden und Verkehrswegen unbebaute Gemarkung besitzt für den Spezialanbau von Kulturpflanzen sehr geeignete Böden. Gispersleben liegt am Gera-Radweg, der auch durch den Kiliani-Park und den Ortsteil Viti führt.

## Vorgeschichte
Gispersleben war auch eine Siedlung der Bernburger Kultur. Bei Ausgrabungen am Kleinen Roten Berg wurde im Frühsommer 2002 das älteste Thüringer Dorf entdeckt. Zwischen dem Kleinen Roten Berg und der Schwellenburg untersuchte das Landesamt seit fast zwei Jahren an verschiedenen Stellen auf über sechs Hektar Fläche das Gelände. Auslöser der Ausgrabungen war der Bau der Bundes-Autobahn 71. Die Trasse der Autobahn 71 führt genau über den Kleinen Roten Berg. Hier entstand ein ausgedehntes Kreuz mit der Bundesstraße 4.
Im Jahre 2001 konnten auf dem Kleinen Roten Berg Teile eines Friedhofs aus der Zeit des Thüringer Königreichs untersucht werden. Eine Siedlung mit Häusern der Bernburger Kultur aus der Zeit um 3000 v. Chr. erbrachte die Reste zweier Töpferöfen.
Bodendenkmalpfleger beobachteten in den Wänden eines Leitungsgrabens Bodenverfärbungen aus der Jungsteinzeit und bargen mehr als 6000 Jahre alte Scherben. Der Humus wurde in einem 250 Meter langen und knapp 20 Meter breiten Streifen abgetragen. Über 20 Häuser aus der zweiten Hälfte des 6. und der ersten Hälfte des 5. vorchristlichen Jahrtausends konnten dokumentiert werden. Die Nordwest-Südost gerichteten Häuser, weisen Längen bis zu 30 Metern sowie Breiten von etwa 8 Metern auf und lassen unterschiedliche Bauweisen erkennen. Bei vier Gebäuden war im Nordwestbereich ein Fundamentgräbchen eingetieft worden. Die eingelassenen Balken dienten möglicherweise als Witterungsschutz. Im Inneren sind die Gebäude in drei Räume unterteilt. An den Längsseiten werden die Häuser von großen, unregelmäßigen Gruben begleitet.
Zwar wurden ähnliche Ansiedlungen der ältesten Ackerbauern schon in verschiedenen Teilen Mitteleuropas ausgegraben, doch sind überall durch die Anpassung an die örtlichen Gegebenheiten bedingte Unterschiede zu beobachten. Meist sind große Teile der Kulturschicht durch den jahrtausendelangen Ackerbau erodiert. Nur an wenigen Stellen waren die Erhaltungsbedingungen für die Befunde so gut wie bei der Siedlung im Norden von Erfurt, deren Gesamtbefund für Thüringen einmalig ist.

## Geschichte
Gispersleben-Kiliani wurde am 20. März 1143 erstmals in den Dokumenten des Klosters Petersberg in Erfurt erwähnt. Gispersleben-Viti erhielt am 27. März 1319 erstmals seine urkundlich Ersterwähnung. Die Herkunft des gemeinsamen Namens der beiden ehemals durch den Fluss und eine Sumpflandschaft getrennten Dörfer Viti und Kiliani ist ungeklärt. Sie wird aber auf mittelalterliche Adelsleute, je nach Quellenlage einem Gaspartus oder einem Gisbod, sowie einem ansässigen Müller mit dem gleichen Namen zurückgeführt, der im 11. Jahrhundert in dieser Region häufig war. Die Ortsbezeichnung wurde im Laufe der Geschichte unterschiedlich geschrieben, u. a. Gispesleiben, Kispersleben oder Gisperschleybin, heute oft kurz Gispi. Daneben haben sich die Bezeichnungen Viti und Kiliani in Ortsangaben oder bei Namen für Handelsgeschäfte oder Gastronomie bis heute erhalten. Das Wappen von Gispersleben ist aus den beiden Wappen der Dörfer zusammengesetzt.
1593 wurde Gispersleben der Stadt Erfurt unterstellt, die es bis zur napoleonischen Zeit verwaltete. Seit 1706 war Gispersleben Hauptort eines Amts mit zehn Dörfern. 1802 kam das Amt Gispersleben mit dem Erfurter Gebiet zu Preußen und zwischen 1807 und 1813 zum französischen Fürstentum Erfurt. Während der Zeit der napoleonischen Besetzung und der Befreiungskriege hatte Gispersleben schwer zu leiden. So überschwemmten am 29. September 1813 1.500 Mann französische Kavallerie den Ort, „nahm den Bauern die Früchte aus den Scheuern und haußten fürchterlich“. Ab Ende Oktober 1813 gehörte Gispersleben zum Preußisch-Russischen Belagerungsring um die französisch besetzte Festung Erfurt. Mit dem Wiener Kongress kam Gispersleben und das ehemalige Amt im Jahr 1815 wieder zu Preußen und wurde 1816 dem Landkreis Erfurt in der preußischen Provinz Sachsen angegliedert. Nur die Amtsorte Stotternheim und Schwerborn wurden an das Großherzogtum Sachsen-Weimar-Eisenach abgetreten. In dieser bewegten Zeit leitete der verdienstvolle Amtmann Kästner von 1794 bis 1836 die Geschicke des Ortes.
Die beiden Dörfer Kiliani und Viti waren bis ins 19. Jahrhundert räumlich getrennt, wurden aber durch einen kostspieligen Brückenbau und Flussregulierungen (Vertiefung, Staustufen) miteinander verbunden. 1901 errichtete man in Gispersleben an Stelle der Hildebrandtschen Mühle ein Elektrizitätswerk, das auch die umliegenden Dörfer mit Strom versorgte. Seit Anfang des 20. Jahrhunderts wurde das ländlich geprägte Gebiet für Ausflüge der Erfurter Stadtbevölkerung genutzt, in Krisenzeiten auch als Kleinhandelsplatz für Nahrungsmittel, die aus den nördlich gelegenen Dörfern angeliefert wurden und von den Erfurtern abgeholt wurden. Gispersleben ist durch die Gera-Aue mit Erfurt verbunden und kann auch heute noch fast durchgehend vom Stadtzentrum über Fußwege entlang des Gewässers erreicht werden.
Gegen Ende des Zweiten Weltkrieges kam es in Gispersleben am 10. und 11. April 1945 zu Kämpfen zwischen amerikanischen und deutschen Truppen (Gefecht bei Gispersleben). Hierbei entstanden, besonders durch den US-Artilleriebeschuss, auch Opfer unter der Zivilbevölkerung. Mit dem Verlust des Gebiets fiel auch der weiter östlich gelegene Fliegerhorst Erfurt-Nord, auf dem sich heute das Wohngebiet Roter Berg erstreckt, in die Hände der Amerikaner, die schließlich am 12. April Erfurt einnehmen konnten.
Die Eingemeindung der beiden Gemeinden Gispersleben Kiliani und Gispersleben Viti nach Erfurt erfolgte am 1. Juli 1950. Entlang der Gera erstrecken sich auf dem Gebiet von Gispersleben eine parkähnliche Landschaft sowie mehrere Kleingartensiedlungen, die zur Naherholung genutzt werden. Seit Mitte der siebziger Jahre wuchs Erfurt durch den Bau mehrere Neubaugebiete (Berliner Platz, Moskauer Platz) nach Norden an Gispersleben heran. Bis Anfang der achtziger Jahre gab es im Süden von Gispersleben mehrere Schweinemastanlagen, die mit Abfällen der betrieblichen Großküchenversorgung und der Schulspeisung der Stadt Erfurt betrieben wurden. Bis zur politischen Wende gab es in der Nähe Teichmanns Hof eine Fabrik, in der Erfurter Bornsenf hergestellt wurde. Nach der Wende wurde der verbliebene Raum zu den Erfurter Siedlungsgrenzen fast vollständig infrastrukturell bebaut.
Der einstige Friedhof von Kiliani wurde zur DDR-Zeit in den 1960er Jahren aufgelassen und überwiegend in den Kraftwerksbereich mit einbezogen. Ende März 2009 wurde nach Neugestaltung zum Kiliani-Park ein Teil des Geländes Erinnerungsstätte. Eine doppelte Stele trägt den Text: „Zum Gedenken – Alter Ortsfriedhof Gispersleben-Kiliani“. Daneben liegt das Soldatengrab mit schätzungsweise 50 Angehörigen der Waffen-SS, der Wehrmacht und des Volkssturms, die am 10. und 11. April 1945 im Ortsbereich gefallen bzw. von US-Truppen nach ihrer Gefangennahme erschossen worden sind. 
In der Mitte des Parks steht ein großer Obelisk mit den Namen der im Ersten und Zweiten Weltkrieg gefallenen Gisperslebener Soldaten. Am Rand des Parks befindet sich ein während der DDR-Zeit errichteter Gedenkstein für Ernst Thälmann. Dieser soll nach dem Willen des Heimat- und Landschaftspflegeverbands Gispersleben sowie einiger Mitglieder des Ortsteilrates entfernt werden, was zu Diskussionen im Ort führte.

### Einwohnerentwicklung
| Jahr      | 1843 | 1910 | 1939 | 1990 | 1995 | 2000 | 2005 | 2010 | 2013 | 2014 | 2015      | 2020 |
| --------- | ---- | ---- | ---- | ---- | ---- | ---- | ---- | ---- | ---- | ---- | --------- | ---- |
| Einwohner | 1064 | 2843 | 4873 | 3698 | 3627 | 3931 | 4126 | 4123 | 4107 | 4044 | 4103/4044 | 4104 |

## Verkehr

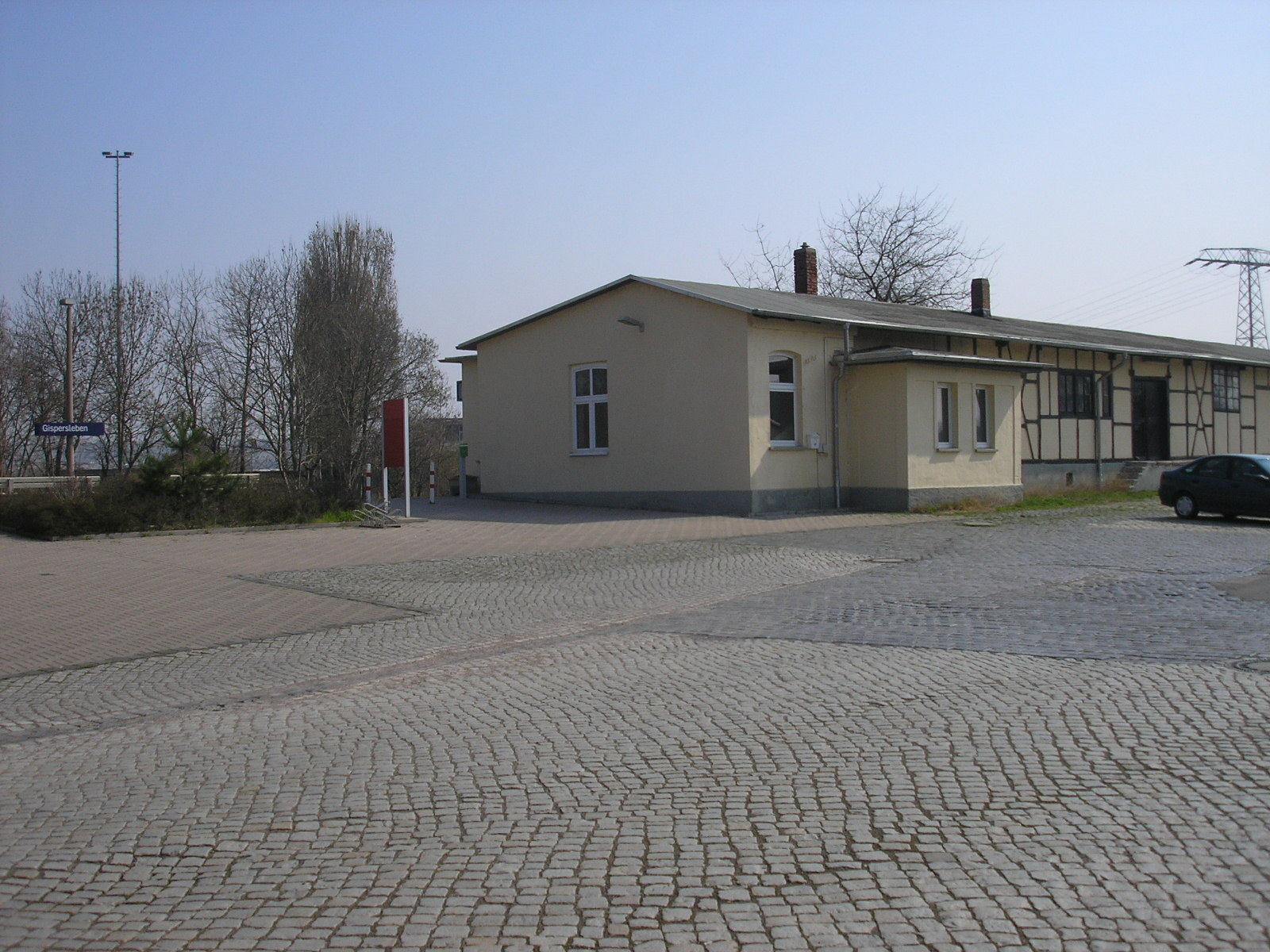
Bahnhof Erfurt-Gispersleben

Auf dem Gebiet von Gispersleben liegen heute mehrere Gewerbegebiete mit großen Lagerkapazitäten für den städtischen Handel. Der Ort liegt an der Bundesstraße 4 (Erfurt–Nordhausen) sowie am Kreuz Gispersleben, wo die Schnellstraße B 4 die A 71 kreuzt. Die Bahnstrecke Wolkramshausen–Erfurt führt vorbei. Der Bahnhof wird im Stundentakt von Regionalbahnen nach Leinefelde, Nordhausen und Erfurt bedient. Am Südrand des Dorfes enden die Straßenbahnlinien 1 und 3 der EVAG, die den Ort an das Stadtzentrum Erfurts anschließen. In Gispersleben gibt es seit 1995 ein großes Einkaufszentrum.

## Wirtschaft
Während im Ortskern überwiegend Einzelhändler (Bäcker, Apotheke, Café usw.) dominieren, sind am Ortsrand mehrere Gewerbeparks angesiedelt. Gewerbegebiete entstanden rund um die Zittauer Straße, Bernauer Straße sowie an der Apoldaer Straße. Auf dem Areal Camburger Straße und Mühlweg, südlich der Gisperslebener Bahnstation gelegen, befand sich bis Anfang der 1990er einer der größten Arbeitgeber des Ortes, der Thüringer Stahlbau Erfurt. Auch hier entstand inzwischen ein größerer Gewerbepark mit zahlreichen Firmenansiedlungen. 

## Politik
Ortsteilbürgermeister ist seit 2024 Sebastian Hartleb (parteilos).

## Sehenswürdigkeiten und Kultur
Die Gemeinde Gispersleben hat zwei evangelische Dorfkirchen. Die Kirche St. Viti, Vitusplatz 4, steht unter dem Patrozinium des Heiligen Vitus und gehört heute zum evangelischen Kirchenkreis Erfurt. Das Gebäude steht unter Denkmalschutz. Die Kilianskirche, Zittauer Straße 34, hat als Patrozinium den Heiligen Kilian; zugehörig ist das Gemeindezentrum Martin-Niemöller-Haus.
Die römisch-katholische Kirche St. Antonius von Padua wurde 1956 geweiht.
Im Ort befindet sich auch eine Neuapostolische Kirche.
An einem Prallhang der Gera liegt das Naturdenkmal Rote Wand.

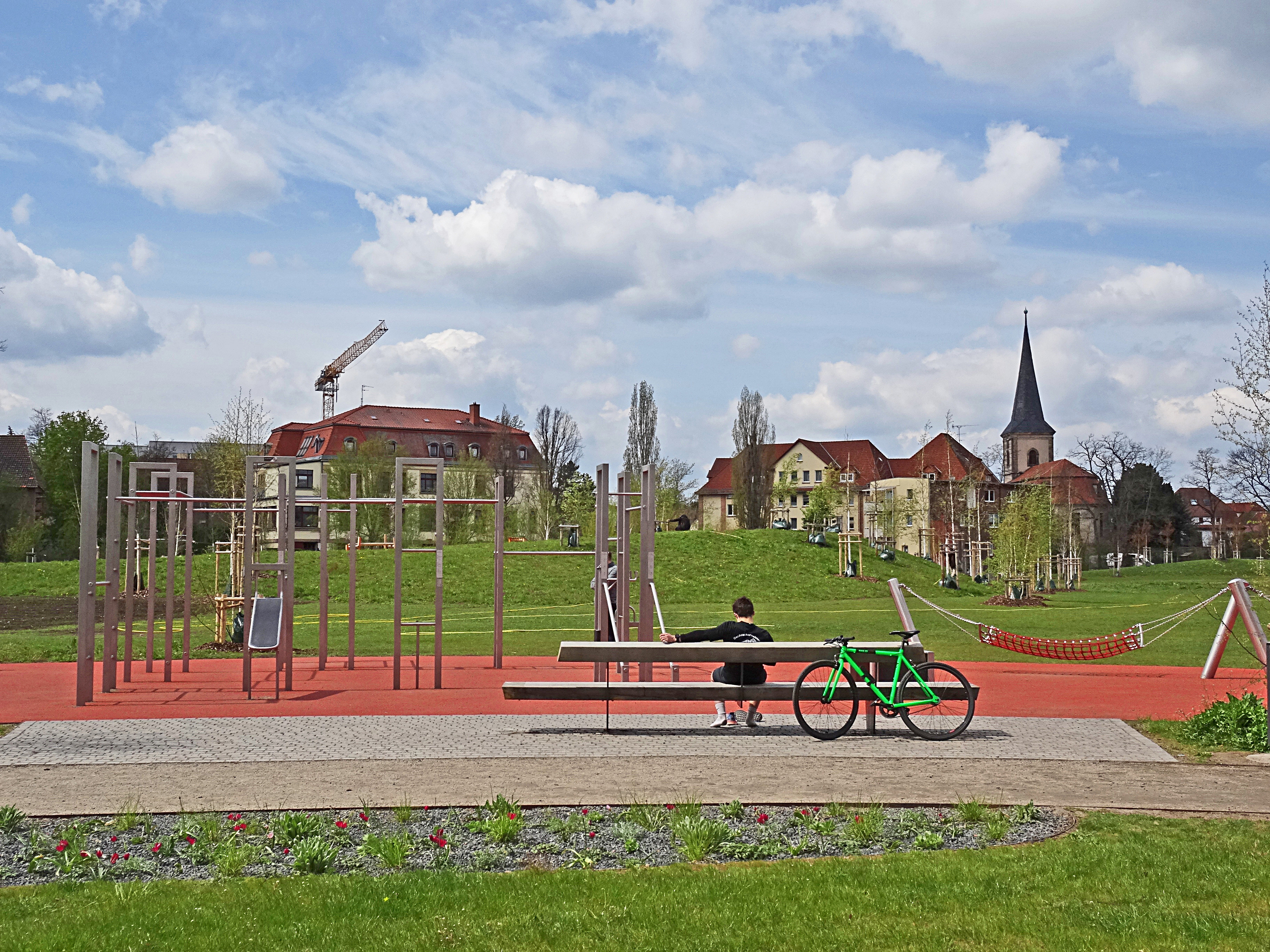
Blick über den Kiliani-Park nach Gispersleben
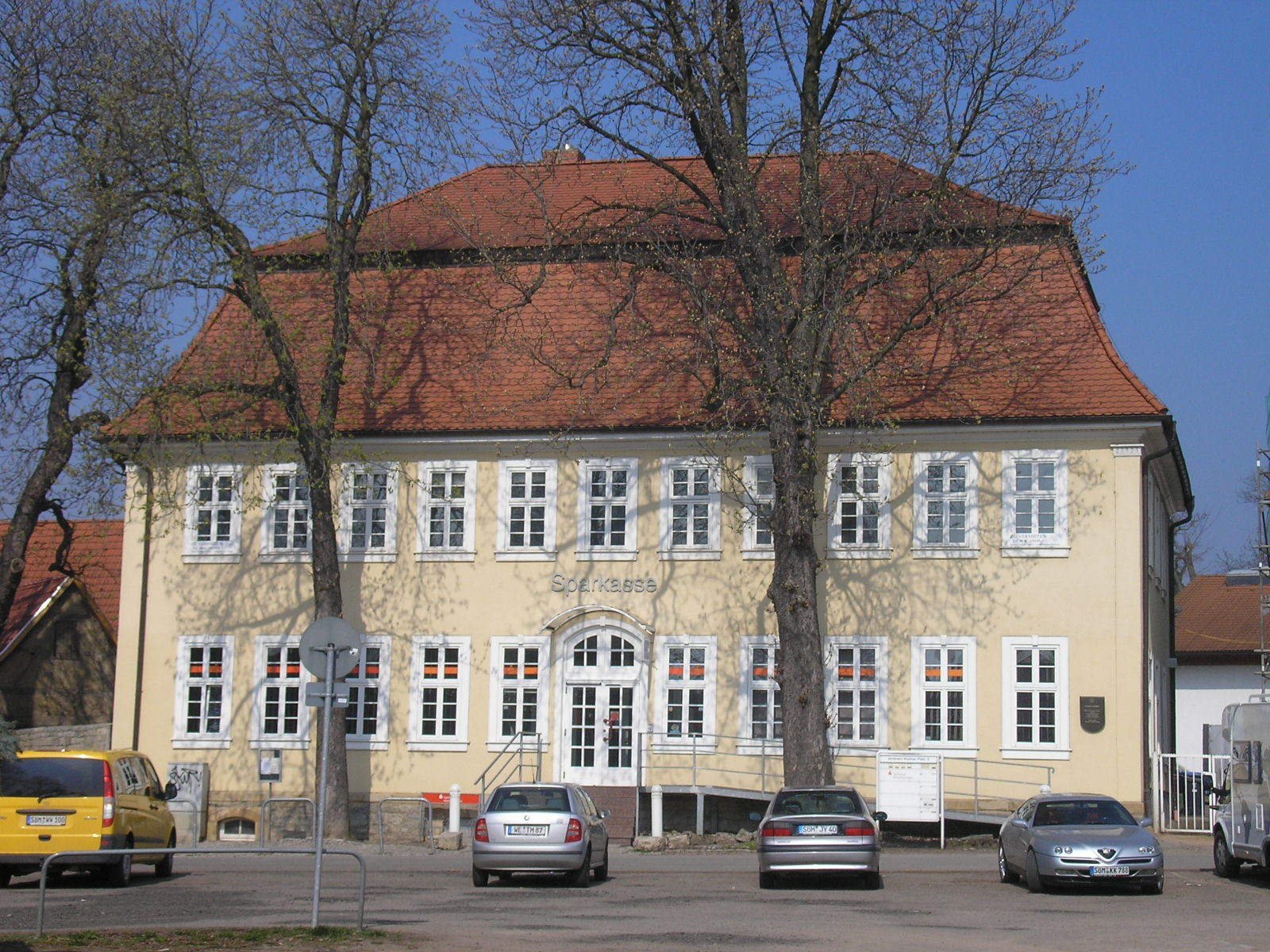
Sparkasse im ehemaligen Herrenhaus Gispersleben
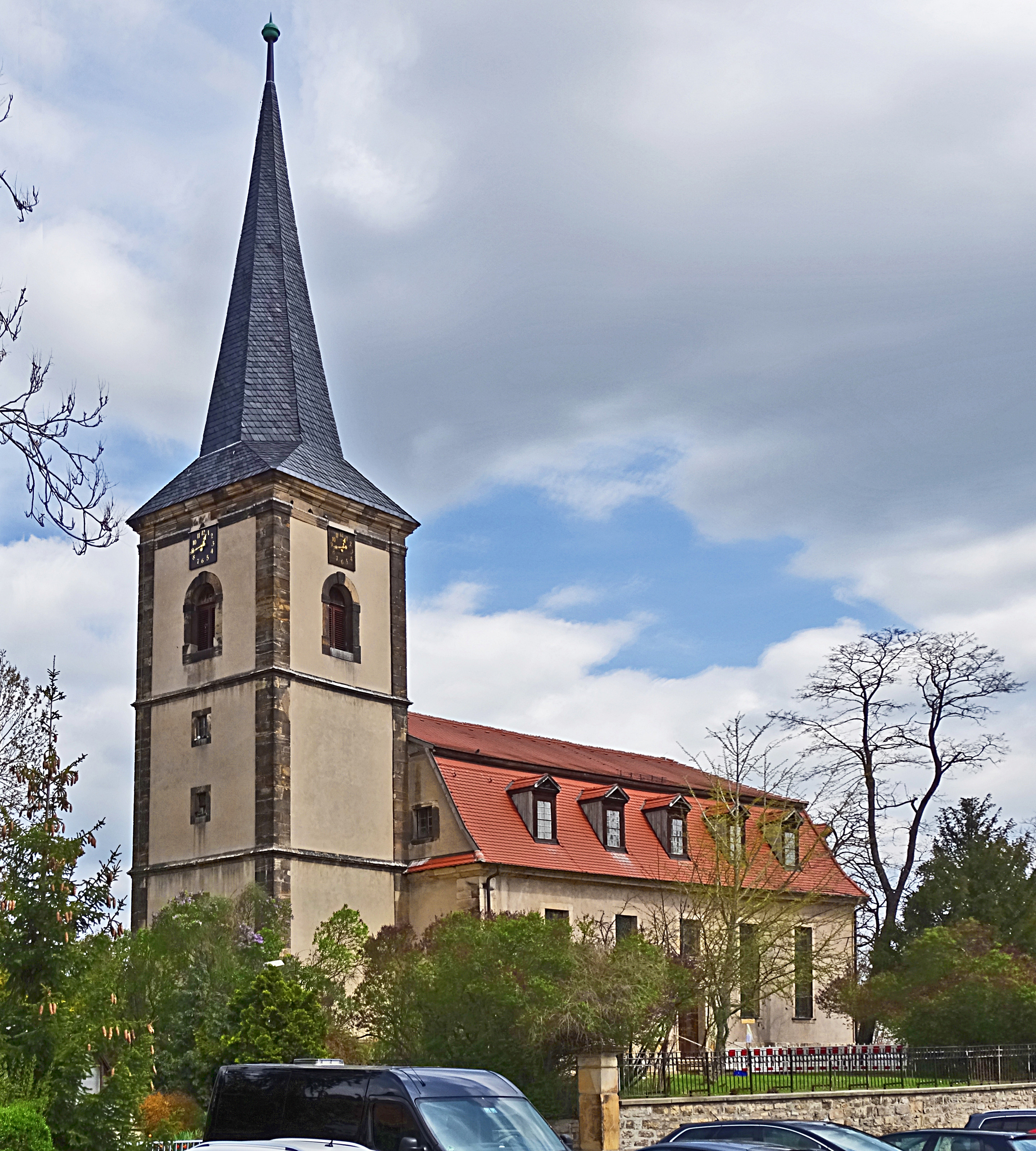
Kilianikirche 2021
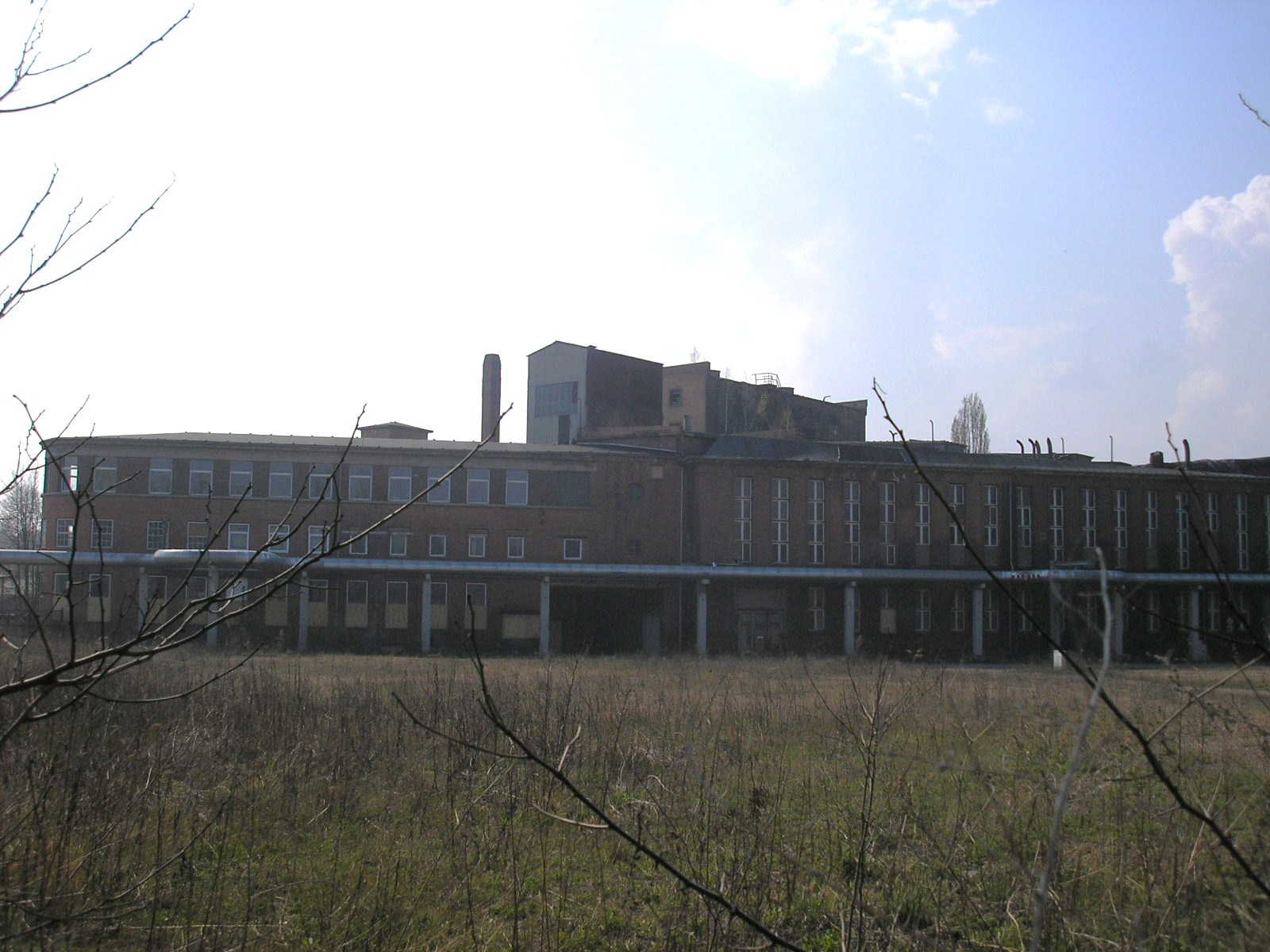
Ehemaliges Kraftwerk
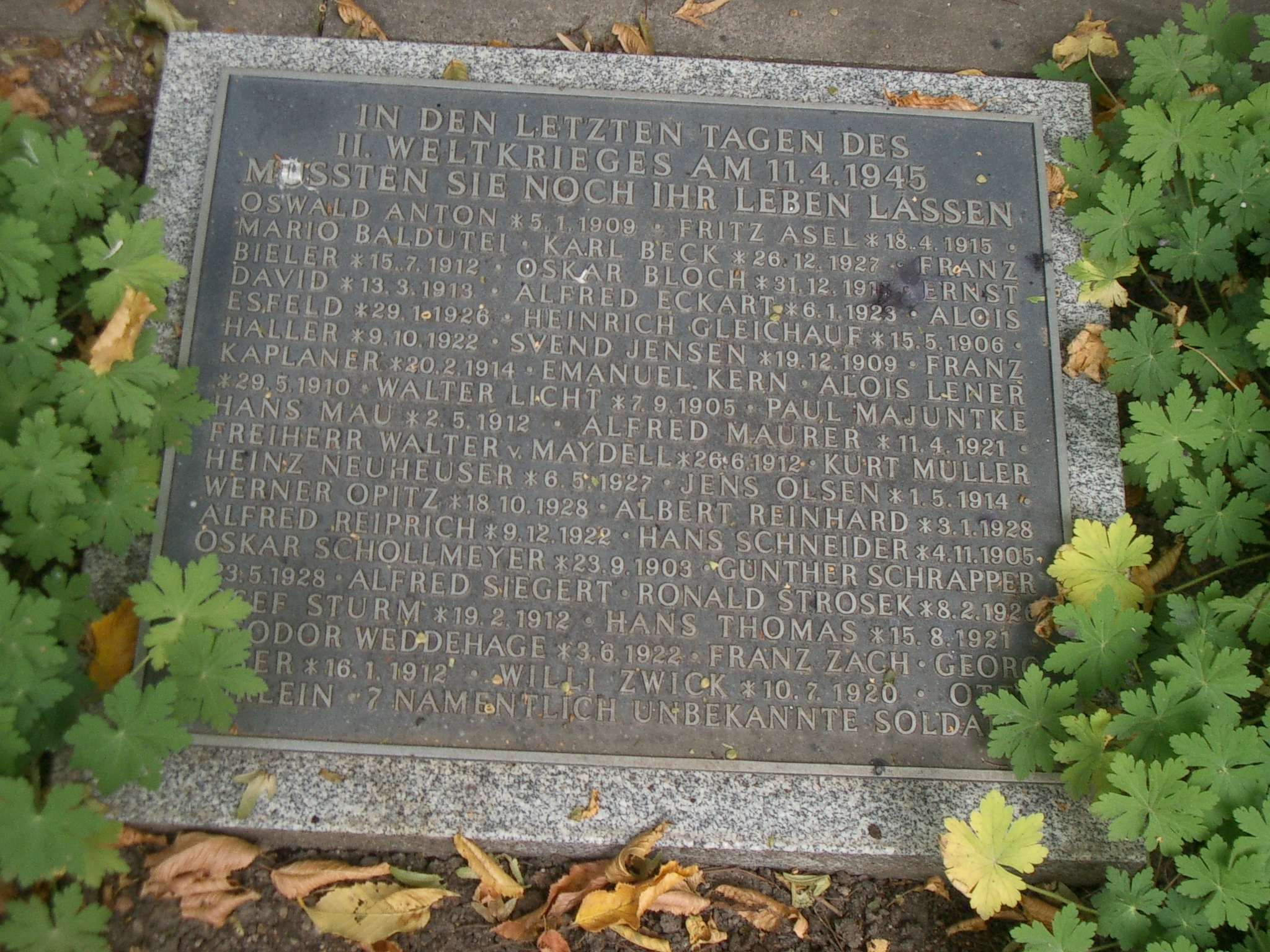
Soldatengrab (50 Tote) vom April 1945 im Kilianipark
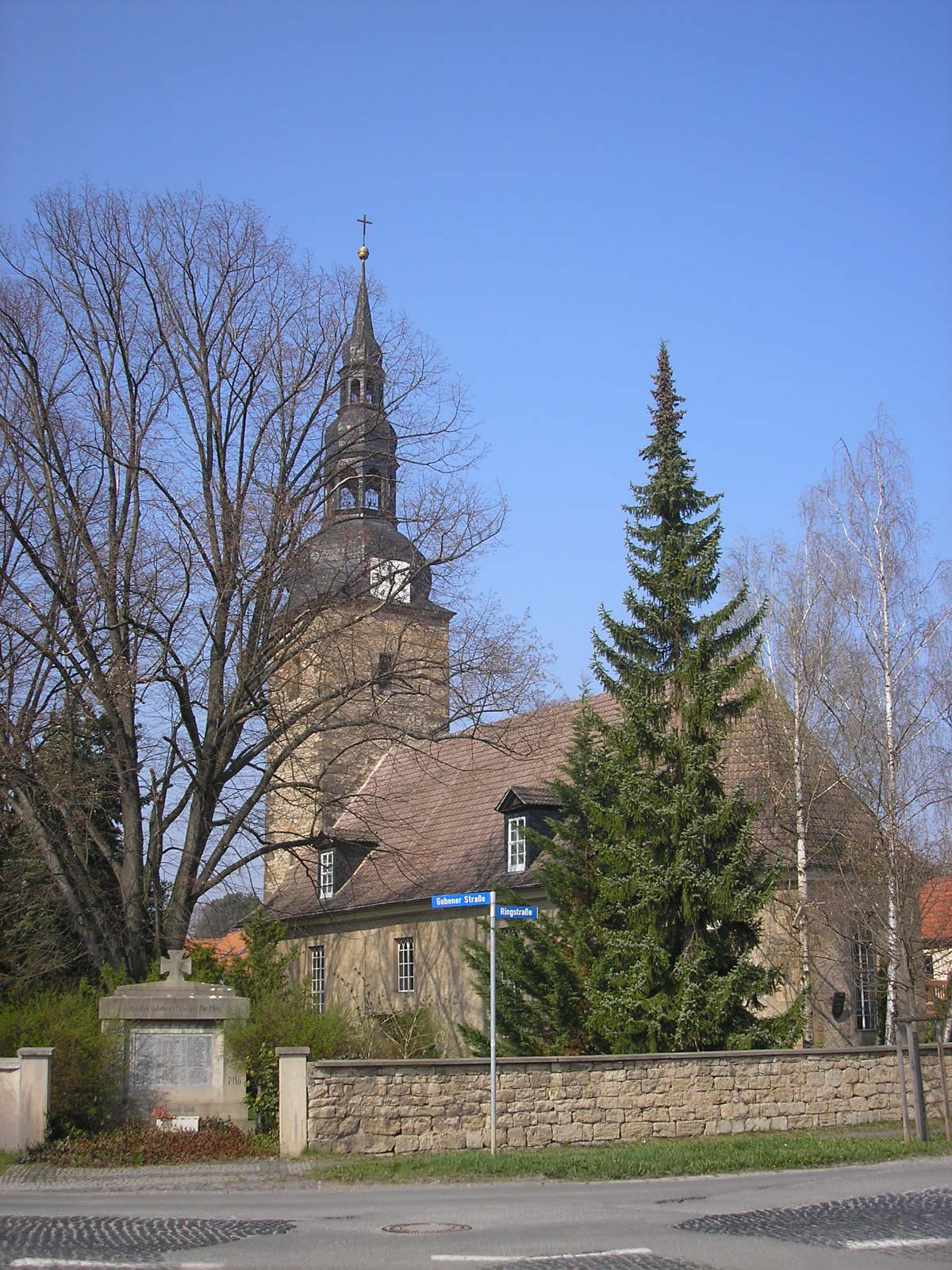
Die Vitikirche 2009
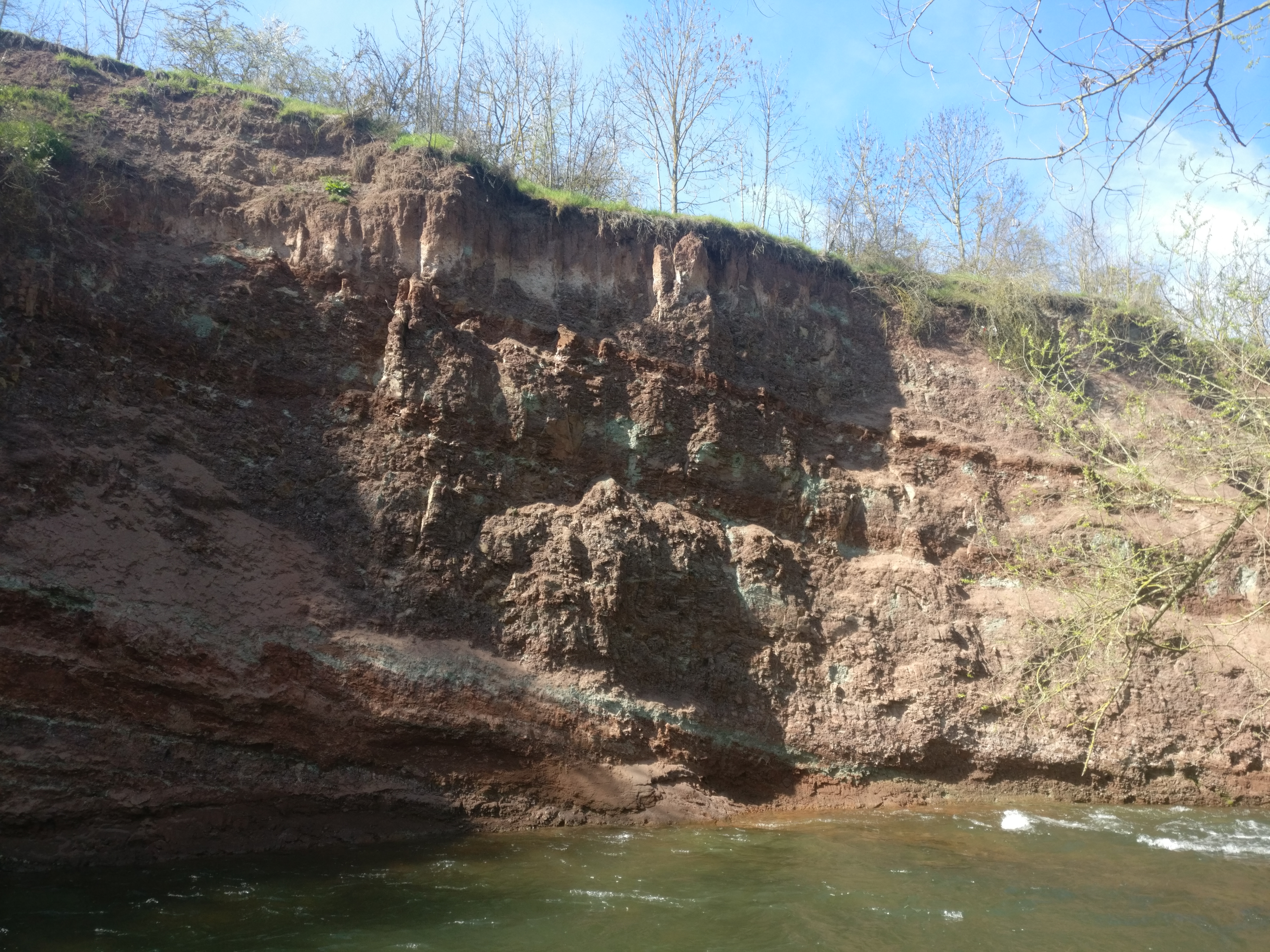
Rote Wand (2023)

## Persönlichkeiten
- Johann Heinrich Ehrich (1752–1826), Schulleiter in Russland
- Heinrich-Carl Hedrich (1816–1900), Mühlen- und Maschinenbaumeister
- Paul Mahlmann (1892–1963), Offizier, Militärschriftsteller und Journalist
- Harry Zingel (1963–2009), Dozent und Autor